# Curtiss Cook
Pour les articles homonymes, voir Cook.
Curtiss Cook est un acteur, scénariste et réalisateur américain né le 18 septembre 1980 à Dayton en Ohio.

## Filmographie

### Acteur

#### Cinéma
- 2001 : For Charity's Sake : T.J.
- 2003 : Virgin : l'agent de sécurité
- 2003 : Second Born : le messager à vélo
- 2005 : L'Interprète (The Interpreter) : Ajene Xola
- 2005 : Confess (en) : l'agent de sécurité
- 2007 : A Nick in Time : Bob jeune
- 2007 : La Fille dans le parc (The Girl in the Park) : le policier du parc
- 2008 : Seemless : Trenton La'Chance
- 2009 : City Island : Matt Cruniff
- 2010 : Shutter Island : Trey Washington
- 2012 : Arbitrage : Détective Mills
- 2013 : All Is Bright (en) : Kevin
- 2013 : Brazzaville Teen-Ager : Conrad
- 2013 : American Falls : Charles Bone
- 2015 : Oona : Robbie
- 2016 : Bear with Us : Stanley Carter
- 2016 : Destined (en) : Mr. Davis
- 2017 : Roxanne Roxanne : Dave
- 2018 : Madeline's Madeline : George
- 2018 : From Scratch : Chef
- 2019 : Remember Amnesia : M. Marks
- 2019 : Inside Game (en) : l'avocat
- 2021 : White Wedding : Bower
- 2021 : West Side Story : Abe
- 2022 : The Devil You Know
- 2024 : Carry-On de Jaume Collet-Serra

#### Télévision
- 1995 : Late Night with Conan O'Brien : plusieurs rôles (1 épisode)
- 2002 : The Job : le policier en uniforme (2 épisodes)
- 2002-2009 : New York, police judiciaire : Lucien Blair et Darnell Marbury (2 épisodes)
- 2002 : Les Soprano : Credenso Curtis (1 épisode)
- 2004 : Rescue Me : Les Héros du 11 septembre : Project Resident (1 épisode)
- 2005 : New York, cour de justice : Détective Kwame Blakely (1 épisode)
- 2007-2010 : New York, section criminelle : Garvin et Ron Robbins (3 épisodes)
- 2008 : New Amsterdam : Ray de la Cruz (1 épisode)
- 2009 : The Good Wife : Clarence Wilcox (1 épisode)
- 2010 : How to Make It in America : Alex (2 épisodes)
- 2012 : Person of Interest : Terrence King (1 épisode)
- 2013 : Un flic d'exception : Lyle Creasmen (1 épisode)
- 2013-2017 : House of Cards : Terry Womack (18 épisodes)
- 2013 : Blue Bloods : Détective Jones
- 2014 : The Leftovers : Patrick Johansen (1 épisode)
- 2014-2015 : A Black Man Acting : plusieurs rôles (12 épisodes)
- 2016 : Elementary : Détective Sybert (1 épisode)
- 2016-2018 : Luke Cage : Pistol Pete Stokes (saison 2 - 2 épisodes)
- 2017 : Bull : Dean Poole (1 épisode)
- 2017 : Narcos : Gilbert Mills (1 épisode)
- 2018 : Manifest : Radd Campbell (saisons 2 et 4 - 3 épisodes)
- 2018 : Mayans M.C. : Bowen (5 épisodes)
- 2018-2020 : De celles qui osent : Marcus Edison (2 épisodes)
- 2019-2021 : The Chi : Otis Douda Perry (25 épisodes)
- 2021 : Pose : Thomas (1 épisode)
- 2021 : Chicago Med : Lieutenant Reginald Scott (2 épisodes)

#### Jeu vidéo
- 2005 : The Warriors : Virgil
- 2008 : Grand Theft Auto IV : un prêcheur de rue

### Scénariste
- 2014-2015 : A Black Man Acting (12 épisodes)

### Réalisateur
- 2014-2015 : A Black Man Acting (12 épisodes)